# آزادی

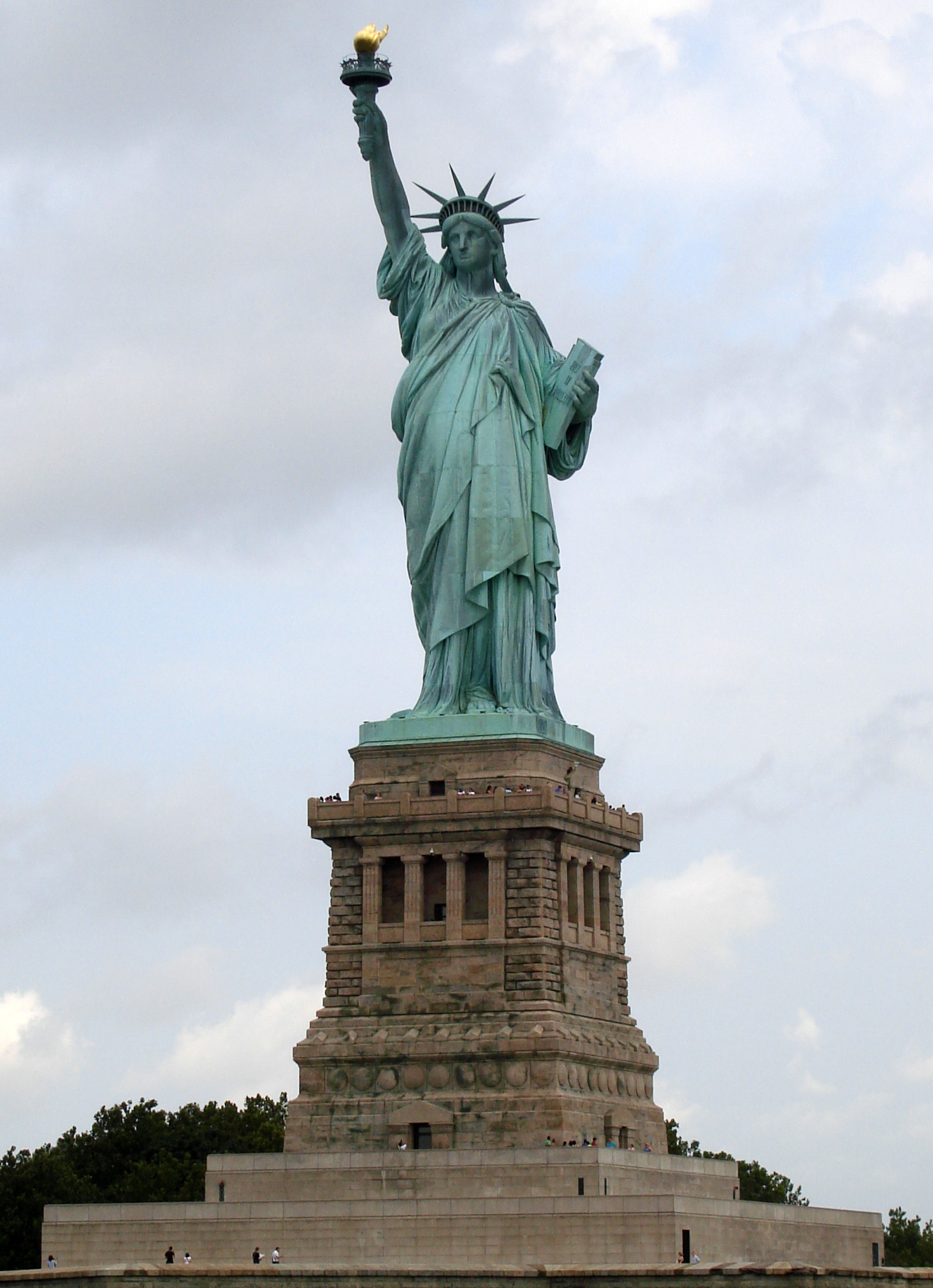
مشعل برای آزادی جهان (معروف به مجسمه آزادی) که در سال ۱۸۸۶ فرانسه آن را به‌عنوان نمادی هنری از آزادی به ایالات متحده اهداء کرد.

تابلوی نقاشی آزادی هدایتگر مردم اثر اوژن دولاکروا در سال ۱۸۳۰ میلادی، یکی از تأثیرگذارترین آثار مربوط به انقلاب کبیر فرانسه بود.

آزادی (به انگلیسی: Liberty) یا رهایی، به مفهوم مختلفی اشاره دارد که شامل مفاهیم پایه‌ای خودمختاری، حکومت بر خود و استقلال از یک سو، و توانایی کلی در انجام کارها، داشتن انتخاب‌های مختلف و توانایی کسب هدف‌های انسانی از سوی دیگر می‌باشد. داشتن انتخاب‌های مختلف در مورد انجام یک کار (optionality) به این معنی است که اگر شخص بخواهد آن را انجام دهد، هیچ چیز نباید او را از انجام آن بازدارد و اگر نخواهد آن را انجام دهد، هیچ چیز نباید او را مجبور به انجام آن کند. حد بالای این قابلیت انتخاب این است که حتی عوامل درونی روانی نیز مانعی در انجام انتخاب ایجاد نکنند. میزان وجود این قابلیت انتخاب شخصی لزوماً ربط مستقیمی به خودمختاری حکومتی یک جامعه ندارد. آزادی بیا
آزادی، در وسیع‌ترین معنای کلمه حالتی است که چیزی محدود به چیزهای دیگر نباشد و بتواند در فضا جابه‌جا شود، و در مورد انسان، حالتی است که در آن ارادهٔ شخصی برای رسیدن به مقصود خویش به مانعی برنخورد.

## تعریف آزادی
در هر بحثی از آزادی باید نسبیت آن را در نظر داشت و در مورد انسان همواره علت آزادی (آزادی از چه) و جهت آن (آزاد به چه) مطرح است. یکی از ویژگی‌های آزادی درونی، دور بودن یا بریدن از حالت، رابطه، یا نسبتی است که خوشایند نباشد، ولی قیدهایی که با رضا و اختیار پذیرفته می‌شود، ضد آزاد بودن نیست مانند عاشقی که نمی‌خواهد از قید و بند عشق رها باشد یا مادری که نمی‌خواهد از قید فرزندش رها شود.
آزادی امکان عملی کردن تصمیم‌هایی است که فرد یا جامعه به میل یا ارادهٔ خود می‌خواهد بگیرد. اگر انسان بتواند همهٔ تصمیم‌هایی را که می‌گیرد، عملی کند و کسی یا سازمانی اندیشه و گفتار و کردار او را محدود نکند و در قید و بند در نیاورد، دارای آزادی مطلق، یعنی آزادی بی‌حد و مرز است. اما چون انسان‌ها به‌طور اجتماعی زندگی می‌کنند، نمی‌توانند آزادی مطلق داشته باشند؛ زیرا آزادی بی‌حد و مرز یک فرد به پایمال شدن آزادی افراد دیگر اجتماع می‌انجامد. به همین سبب است که هر جامعه‌ای با قانونها و مقررات اجتماعی و سیاسی و اقتصادی خاصی هم حافظ آزادی‌های افراد آن جامعه می‌شود و هم حد و مرزهایی برای این گونه آزادی‌ها به وجود می‌آورد. قانونها و مقررات جهانی نیز آزادی‌های مردم سراسر جهان و حد و مرزهای آن‌ها را در جامعهٔ جهانی معین و مشخص می‌کنند. تلاش‌ها و مبارزه‌های انسان در طول تاریخ زندگانی او همواره برای به‌دست آوردن آزادی مشروع و قید و بند زدن به آزادی مطلق فرمانروایان ستمگر و زورمندان بوده است.
جوامعی که توانسته‌اند بر حاکمان خودکامه پیروز شوند و حکومت‌های فردی و استبدادی را براندازند، از آزادی‌های فردی و اجتماعی زیادی برخوردار شده‌اند. قانون اساسی هر جامعه، اعلامیه جهانی حقوق بشر و اعلامیه جهانی حقوق کودک یا پیمان‌نامه حقوق کودک نمونه‌هایی از نتیجهٔ هزاران تلاش توسط انسانهای بسیار هستند که در راه به‌دست آوردن آزادی‌های فردی و اجتماعی از آسایش و مال و جان خود گذشته‌اند.
امروزه با اینکه اصول آزادی‌های فردی و اجتماعی در جامعه‌های کنونی جهان معین شده‌اند، ولی هنوز راه درازی در پیش است تا این آزادی‌ها که بر قانون‌ها و اعلامیه‌ها نقش یافته‌اند در نظام‌ها و حکومت‌های سیاسی گوناگون جهان به سود مردم به کار بسته شوند. شکل‌های تازهٔ استعمار و وابستگی‌های سیاسی و اقتصادی و نظامی و فرهنگی بعضی از کشورها به قدرت‌های بزرگ سبب محدود شدن و حتی از میان رفتن آزادی‌های فردی و اجتماعی در بعضی از کشورها شده است.
آیزایا برلین برای آزادی حدود ۲۰۰ تعریف را مطرح می‌کند. همین امر سبب شده است که تعریف دقیقی از آزادی ارائه نشود و به تبیین مصادیق آن اکتفا شود. با این همه می‌توان برای آزادی دو شاخص مهم در نظر گرفت. یکی فقدان مانع که این شاخص در تعریف لغوی آزادی نیز نهفته است (در زبان‌های فارسی، انگلیسی و عربی) و دیگری امکان بروز و انجام خواست مورد نظر. برای فهم بهتر این مطلب می‌توان به پرنده‌ای در قفس اشاره کرد که پرنده را فاقد آزادی می‌دانیم چون دارای مانع است اما اگر پرنده از قفس آزاد باشد اما مجال پرواز نداشته باشد (مثلاً پرهایش بریده باشد یا به خاطر ضعف امکان پرواز نداشته باشد) باز هم آزاد تلقی نمی‌شود. توجه به دو شاخص فوق برای تعریف آزادی ضروری است.
جان استوارت میل (۱۸۰۶–۱۸۷۳)، در کار خود، دربارهٔ آزادی، نخستین کسی بود که تفاوت بین آزادی را به عنوان آزادی عمل و آزادی به عنوان عدم وجود تهدید به رسمیت شناخت.
هگل، آخرین فیلسوف صاحب مکتب تاریخ فلسفهٔ غرب، معتقد بود آزادی جوهر حیات است همچنان‌که کشش جوهر آب است.
علیرغم تمام تعاریف آمده از آزادی، هرگونه فشار و اجبار بد نمی‌باشد مثلاً بازداشتن کسی که به خود یا دیگران آزار می‌رساند بد شمرده نمی‌شود. همچنان‌که در یک نظم قانونی پذیرفته شده هیچ‌کس با محدودیت‌های قانونی مخالف نیست و از میان رفتن قانون آزادی به‌شمار نمی‌آید بلکه آشوب شمرده می‌شود.

## تاریخچه

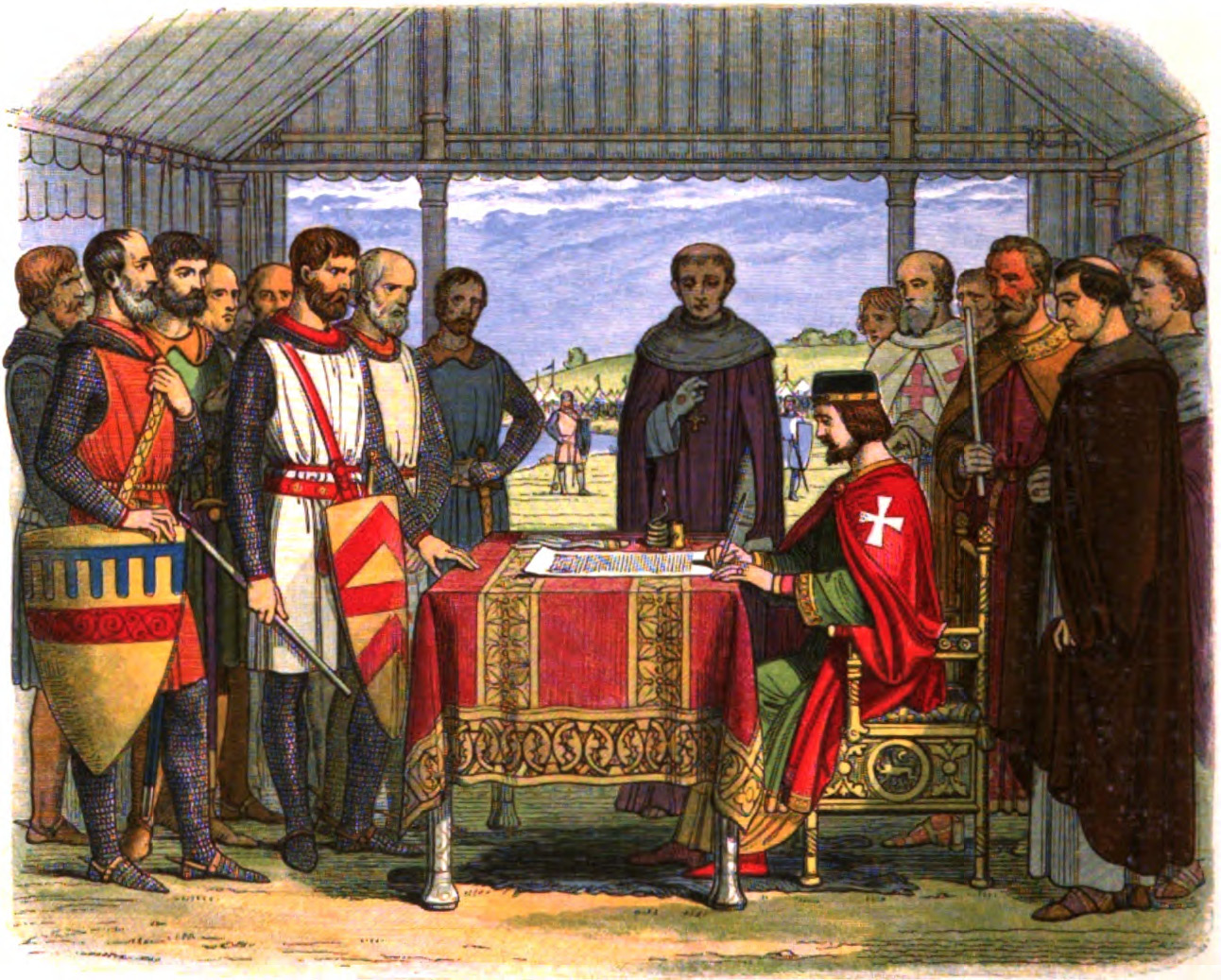
یک سرگرمی قرن نوزدهم، پادشاه جان که منشور مگنا کارتا یا «منشور کبیر مصوب ۱۲۱۵ میلادی» را امضا کرد. می‌توانست به جای امضاء پلمپ شود.

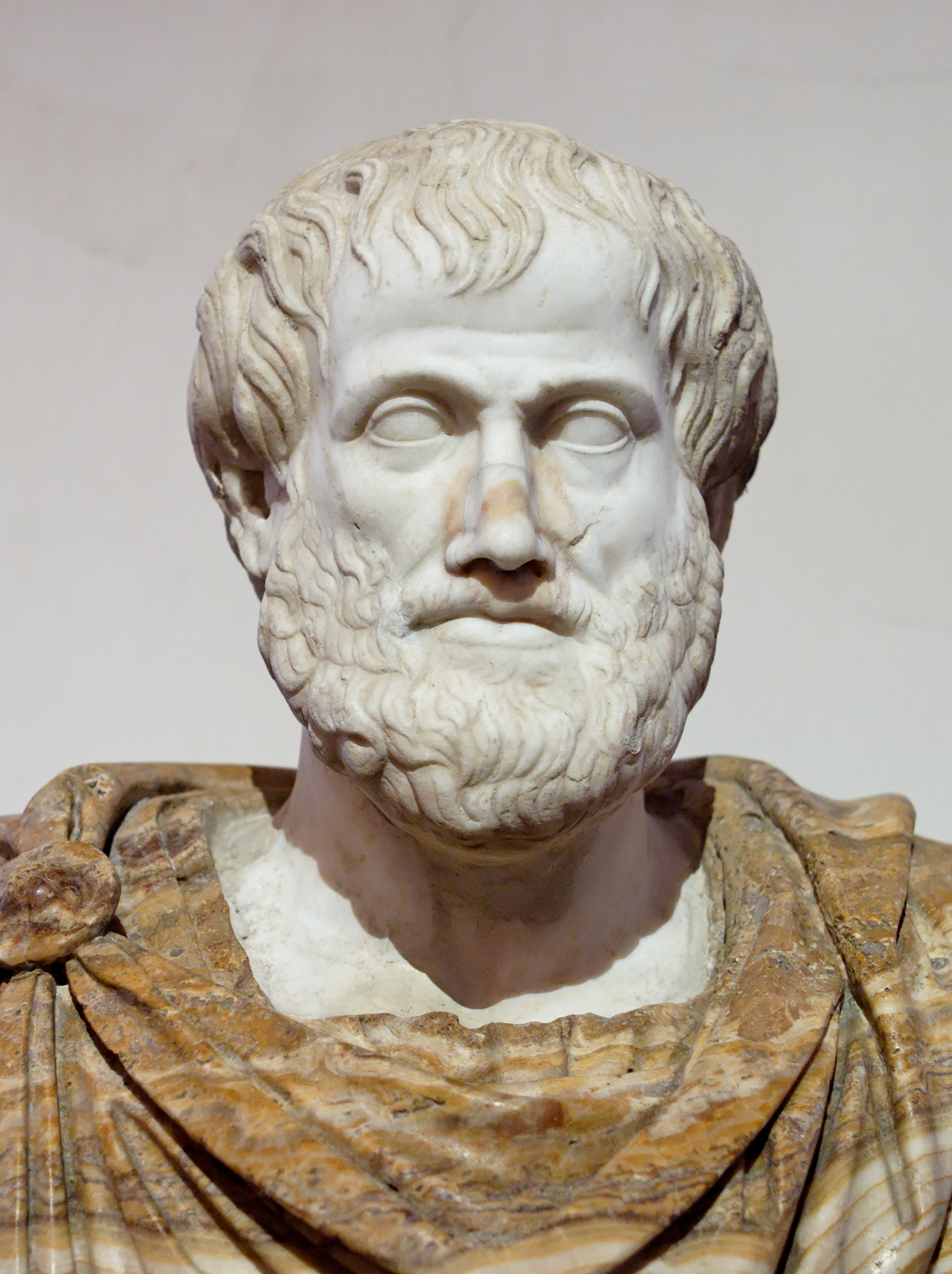
نیم‌تنه ارسطو

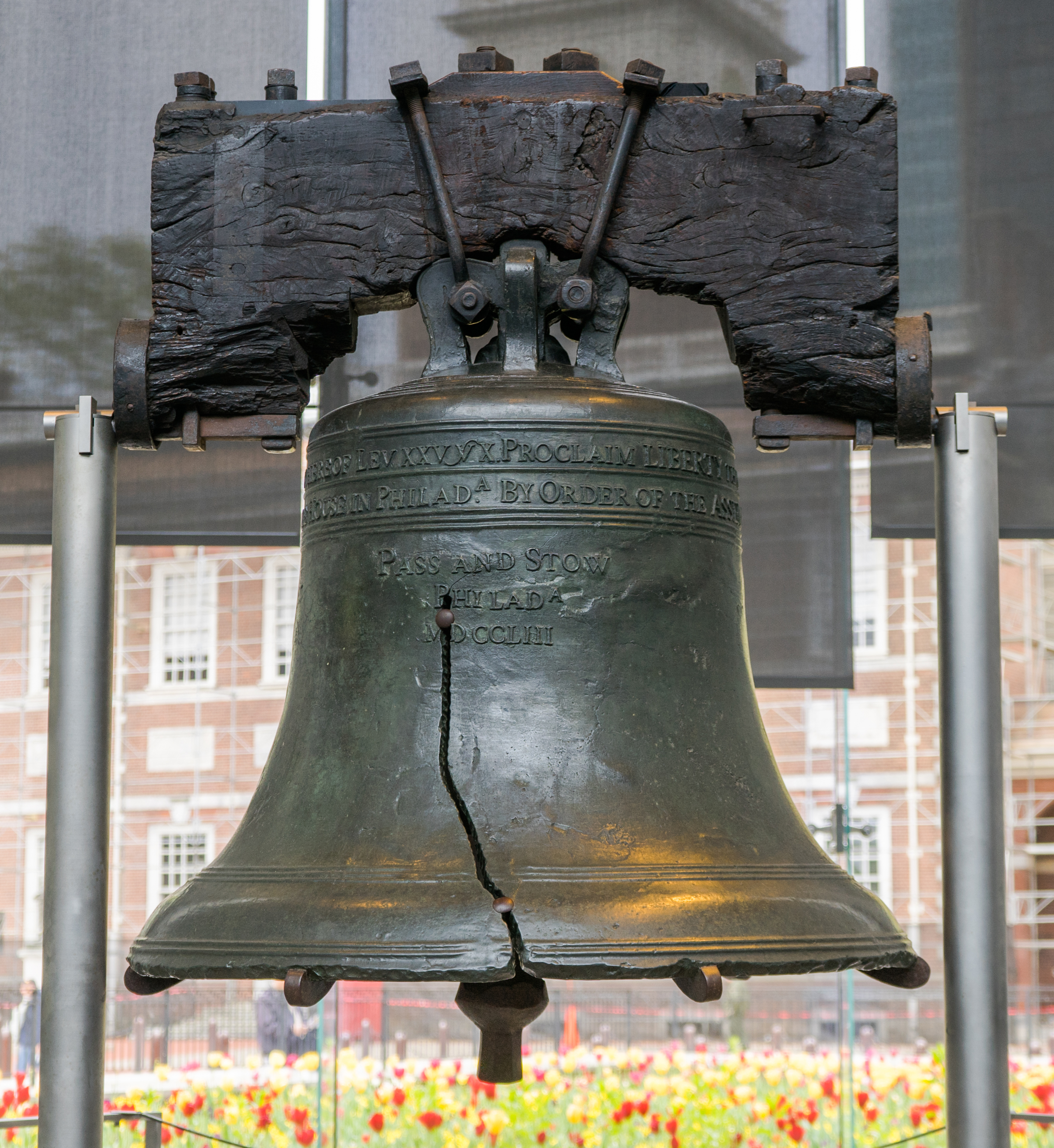
ناقوس آزادی نماد محبوب آزادی در ایالات متحده است.

مفهوم نوین آزادی سیاسی ریشه در مفاهیم یونان از آزادی و بردگی دارد. آزاد بودن، نزد یونانیان، داشتن یک استاد، برای اینکه به عنوان یک دوست زندگی کند (زندگی کردن به عنوان یک دوست). این مفهوم اصلی یونان از آزادی بود؛ که ارتباط نزدیکی با مفهوم دموکراسی دارد:
بنابراین این یک نکته از آزادی است که در آن همه دموکرات‌ها تصدیق می‌کنند که از اصول دولت آنهاست. دیگری این است که انسان باید همان‌طور که دوست دارد زندگی کند. می‌گویند این یک برده آزاد است، چون از طرف دیگر زندگی نشانه بردگی نیست. این دومین ویژگی دموکراسی در صورت امکان، یا اگر غیرممکن باشد، به نوبه خود اداره می‌شود، و بنابراین به آزادی مبتنی بر برابری کمک می‌کند.
این فقط برای مردان آزاده اعمال می‌شود. به عنوان مثال، در آتن، زنان نمی‌توانستند رای بدهند یا مقام خود را حفظ کنند و از نظر قانونی و اجتماعی وابسته به مردان بودند.
مردم در امپراتوری ایران به درجه‌ای از آزادی برخوردار بودند. به شهروندان از همه مذاهب و اقوام حقوق یکسانی داده می‌شد و آزادی ادیان وجود داشت، زنان از حقوق یکسان با مردان برخوردار بودند، و از (۵۵۰ سال قبل از میلاد) برده‌داری از بین رفته‌بود. تمام کاخ‌های پادشاهان ایران توسط کارگران و با مزد ساخته می‌شد و این درحالی بود که به‌طور معمول بردگان چنین کارهایی را انجام می‌دادند.
در امپراتوری مائوریا در هند باستان، شهروندان همه مذاهب و اقوام از آزادی، تحمل و برابری برخوردار بودند. نیاز به مدارا بر مبنای برابری خواهی را می‌توان در نسخه‌های آشوکای بزرگ مشاهده کرد که بر اهمیت تحمل در سیاست‌های عمومی توسط دولت تأکید داشت. به نظر می‌رسد که کشتار اسیران جنگی توسط آشوکا محکوم شده بود. به نظر می‌رسد که برده‌داری در امپراتوری موریا نیز وجود نداشت. در هر حال، طبق گفته‌های هرمان کولکه و دیتمار روترموند، «به نظر می‌رسد که دستورهای آشوکا از همان ابتدا علیه برده‌داری بود.»
قوانین روم نیز از برخی اشکال محدود آزادی، حتی تحت حکومت امپراتورهای روم، استقبال می‌کرد. با این حال، این آزادی‌ها فقط به شهروندان رومی تعلق می‌گرفت. بسیاری از آزادی‌های مندرج در قانون روم در قرون‌وسطی ادامه داشت، اما بیشتر شامل نجبا می‌شد و نه مردم عادی. اما تحقق ایده آزادی‌های مسلم و جهانی باید تا عصر آگاهی منتظر می‌ماند.

## انواع آزادی

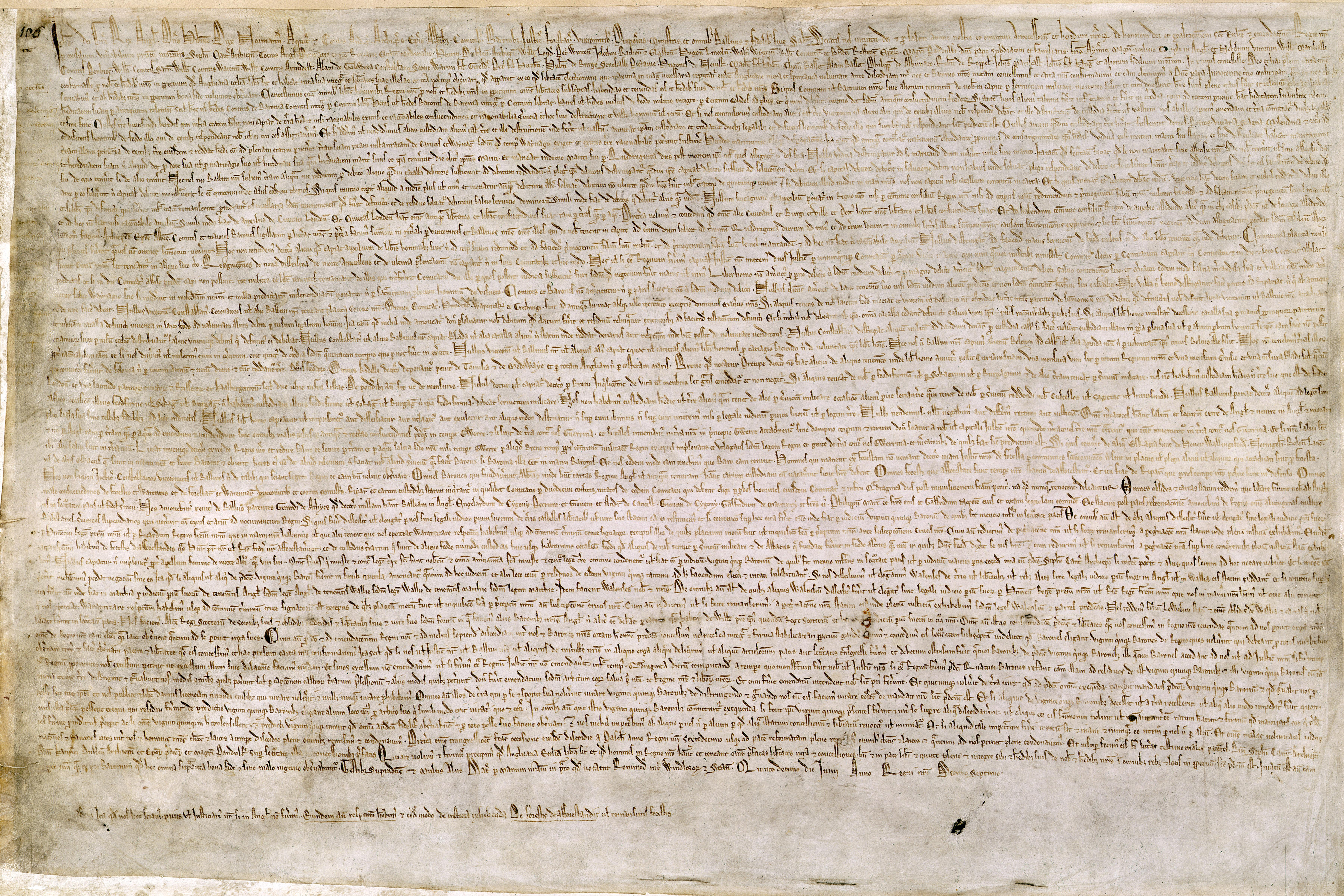
مگنا کارتا (در اصل به عنوان منشور آزادی‌ها شناخته می‌شد) در سال ۱۲۱۵، با جوهر گال آهنی روی پوست به زبان لاتین قرون وسطی و با استفاده از اختصارات استاندارد آن دوره نوشته شده است. این سند در کتابخانه بریتانیا نگهداری می‌شود و با عنوان "British Library Cotton MS Augustus II.106" شناخته می‌شود.

واژه آزادی به خودی خود واژه گسترده‌ای است و با عبارت‌هایی همچون آزادی‌های اجتماعی و حقوق بشر آمیخته شده است.
برخی از آزادی‌های شناخته‌شده به شرح زیر است:
- آزادی اجتماع
- آزادی ادیان
- آزادی اطلاعات
- آزادی اقتصادی
- آزادی آموزش
- آزادی انتخاب
- آزادی انتقاد کردن از قدرت
- آزادی انجمن
- آزادی اندیشه
- آزادی اینترنت
- آزادی بیان
- آزادی پس‌ازبیان
- آزادی پوشش
- آزادی تجمع‌های صلح‌آمیز
- آزادی‌های جنسی و جنسیتی (از جمله آزادی در عشق به هم‌جنس)
- آزادی حرکت
- آزادی خدمت نظامی
- آزادی خواندن
- آزادی دانشگاهی
- آزادی در تولید هنر
- آزادی رای‌دادن و انتخابات آزاد و دموکراتیک
- آزادی رسانه
- آزادی سیاسی
- آزادی فکری
- آزادی مذهب
- آزادی مثبت
- آزادی منفی
- آزادی‌های اجتماعی
- آزادی مدنی (از جمله آزادی‌های شخصی)
- آزادی اعتراض کردن
- آزادی مطبوعات
- آزادی مقاومت (از جمله در برابر اشغال نظامی استعمار)
- آزادی وصیت
- آزادی نرم‌افزار

## در اسلام
سید محمد جواد غروی در کتاب مبانی حقوق در اسلام چنین می‌نویسد که آزادی مطلوب اسلام اینست که بشر بتواند در سایهٔ آن به حقوق طبیعی خود دست یابد بنابراین دانشمندان و عالمان باید با قلم و بیان خود، امت را آگاه سازند و منافع مادی و معنوی وی را به او بشناسانند تا در نتیجه عدالت و احسان و تعاون بر نیکی و تقوی بر روابط بین مردم حاکم شود و به موازات آن استبداد و خودکامگی از بین برود. همچنین آزادی قلم و بیان به منظور افشاء حقایق و انتقاد از مفاسد است تا از فساد حکومت و جامعه به هر شکل که باشد جلوگیری شود. حفظ حقوق خلق و تأمین و مصالح جامعه و قلع مادهٔ ظلم و جنایت و خیانت، تحقق بخش ترقی و استکمال ملت است و این عین آزادی است.

## نگارخانه

آزادی بیان یکی از آزادی‌های چهارگانه اثر نورمن راکول
آزادی پرستش یکی از آزادی‌های چهارگانه اثر نورمن راکول
آزادی از فقر (نقاشی) یکی از آزادی‌های چهارگانه اثر نورمن راکول
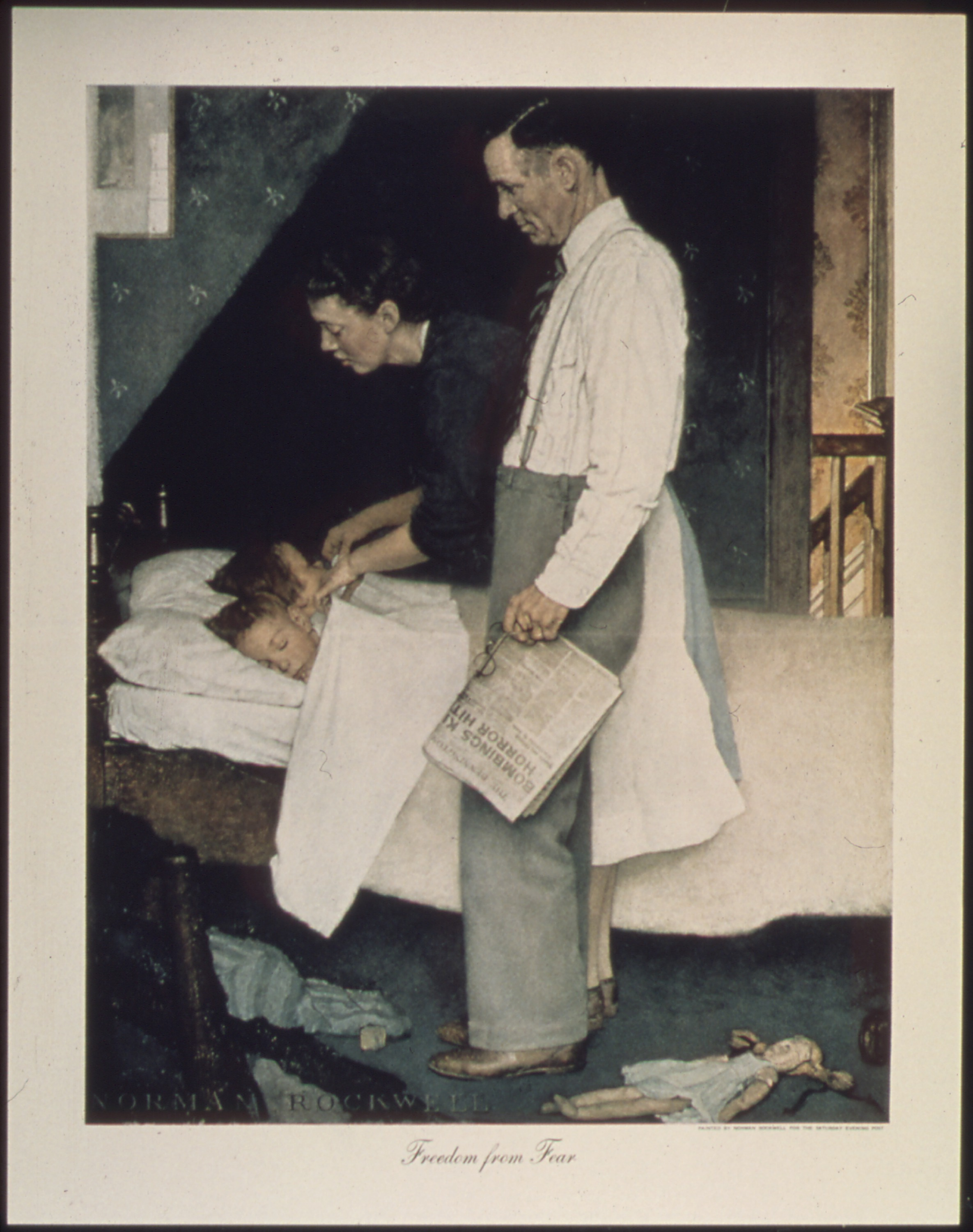
آزادی از ترس (نقاشی) یکی از آزادی‌های چهارگانه اثر نورمن راکول